# Distretto di Khagaria
Khagaria è un distretto dell'India di 1 276 677 abitanti, che ha come capoluogo Khagaria.